# Sankt Peter ob Judenburg
Sankt Peter ob Judenburg est une commune autrichienne du district de Judenburg en Styrie.